# Erik Poppe

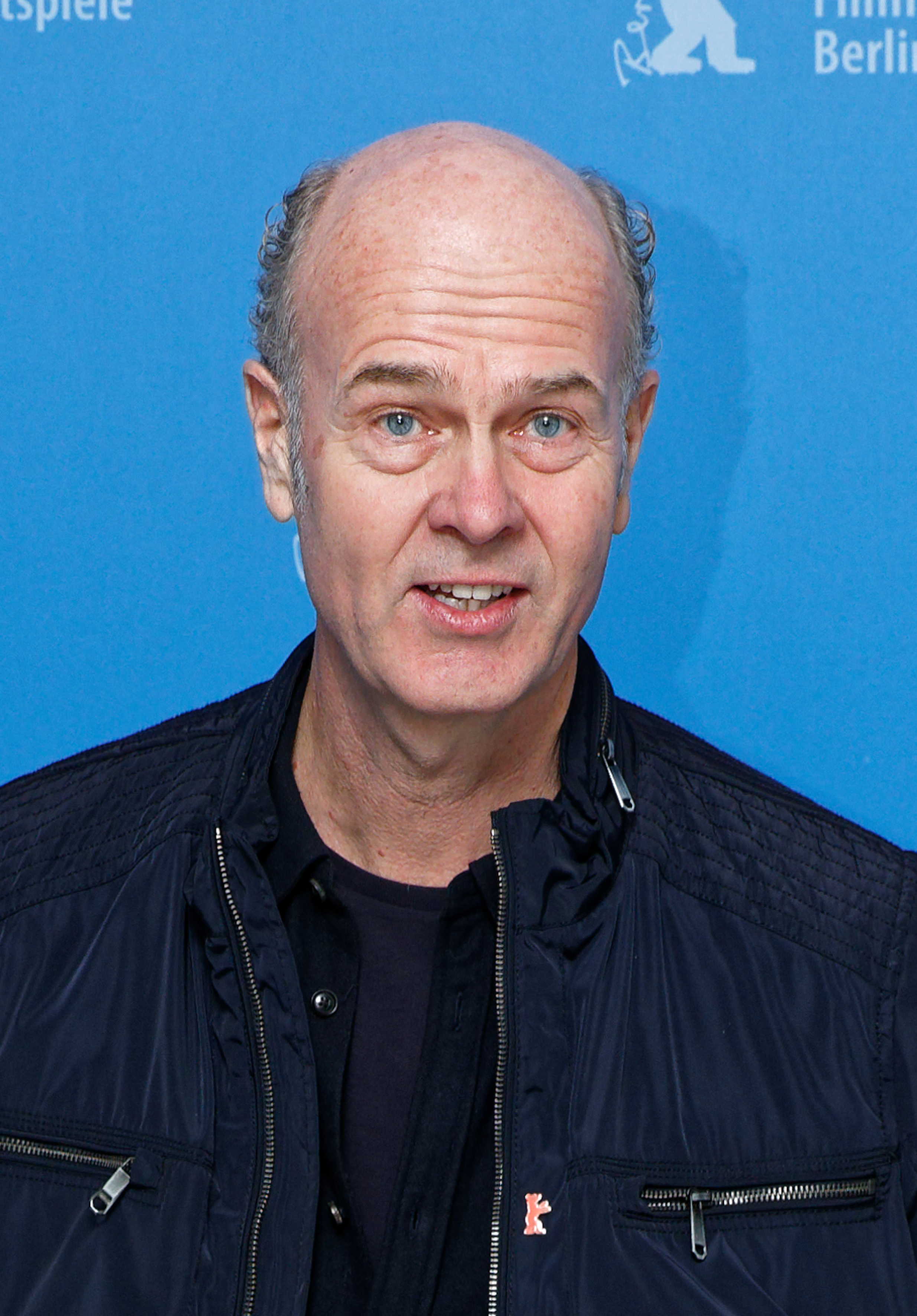
Erik Poppe

Erik Poppe (* 24. Juni 1960 in Oslo) ist ein norwegischer Filmregisseur, Drehbuchautor, Kameramann und ehemaliger Pressefotograf.

## Leben und Karriere
Erik Poppe begann seine Laufbahn als Fotograf für die norwegische Tageszeitung Verdens Gang. 1989 schloss er ein Kamerastudium der Stockholmer Filmhochschule ab. Als Kameramann begann er für Werbefilme zu arbeiten. Seine erste Spielfilmarbeit als Kameramann entstand 1995 für Bent Hamers Film Eierkopf. 1998 gab er sein Debüt als Filmregisseur. Für seinen zweiten Kinofilm Hawaii, Oslo wurde er 2005 mit dem norwegischen Filmpreis Amanda ausgezeichnet. 2008 hatte sein dritter Kinofilm Troubled Water Premiere, der 2010 in die deutschen Kinos kam. Mit dem 2016 erschienenen historischen Epos The King’s Choice – Angriff auf Norwegen erreichte Erik Poppe den größten Kinoerfolg des Jahres in Norwegen.

## Filmografie
- 1998: Schpaaa
- 2004: Hawaii, Oslo
- 2005: Pitbullterje
- 2007: Andre omgang
- 2008: Troubled Water (DeUsynlige)
- 2009: Knerten
- 2014: A Thousand Times Goodnight
- 2016: The King’s Choice – Angriff auf Norwegen (Kongens nei)
- 2018: Utøya 22. Juli
- 2021: Utvandrarna
- 2024: Quislings Siste Dager

## Auszeichnungen
- Fritz-Gerlich-Filmpreis 2014 für den Film A Thousand Times Goodnight